# Chi Ngưu tất
Chi Ngưu tất (danh pháp khoa học: Achyranthes) là một chi trong họ Dền (Amaranthaceae).

## Các loài
Bảng dưới đây liệt kê một vài loài/thứ, dạng hay được nhắc tới của chi này.
- Achyranthes arborescens
- Achyranthes aspera: thổ ngưu tất, nam ngưu tất, cỏ xước
  - Achyranthes aspera thứ argentea
  - Achyranthes aspera thứ indica
  - Achyranthes aspera thứ rubrofusca
- Achyranthes atollensis
- Achyranthes bidentata: ngưu tất, cỏ xước hai răng
  - Achyranthes bidentata japonica
  - Achyranthes bidentata longifolia: ngưu tất lá dài
- Achyranthes diandra
- Achyranthes fasciculata
- Achyranthes mangarevica
- Achyranthes marchionica
- Achyranthes margaretarum
- Achyranthes mutica
- Achyranthes shahii
- Achyranthes splendens
- Achyranthes talbotii